# Bab el Mandeb
De Bab el Mandeb (Arabisch: باب المندب, "Poort der Tranen") is een zeestraat die de Rode Zee met de Golf van Tadjoura en de Golf van Aden verbindt. De straat ligt tussen Djibouti op de Hoorn van Afrika en Jemen op het Arabisch Schiereiland.
De zeestraat is ongeveer 27 kilometer breed en maakt deel uit van de scheepvaartroute van Europa naar Zuid-Azië en Australië via het Suezkanaal. Het eiland Perim scheidt de straat in twee kanalen, het oostelijke of Bab Iskender (Straat van Alexander) 3 km breed is en 30 m diep. Het westelijke of Dact-el-Mayun 25 km breed en 310 m diep. Nabij de kust van Djibouti ligt een groep kleinere eilanden, de Zeven Broers. In het oostelijke kanaal is een oppervlaktestroming naar binnen, maar een sterke naar buiten gerichte onderstroom in het westelijk deel.